# Alfons Mucha
Pour les articles homonymes, voir Mucha.
 (novembre 2018).
Alfons Mucha (prononcé en tchèque : /ˈalfɔns ˈmuxa/), aussi orthographié Alphonse Mucha et Alphons Mucha, né à Eibenschütz (actuelle Ivančice) le 24 juillet 1860 et mort à Prague le 14 juillet 1939, est un affichiste, illustrateur, graphiste, peintre, architecte d'intérieur, décorateur et professeur d'art tchécoslovaque. Il est un représentant majeur du style Art nouveau.

## Biographie

### Les débuts

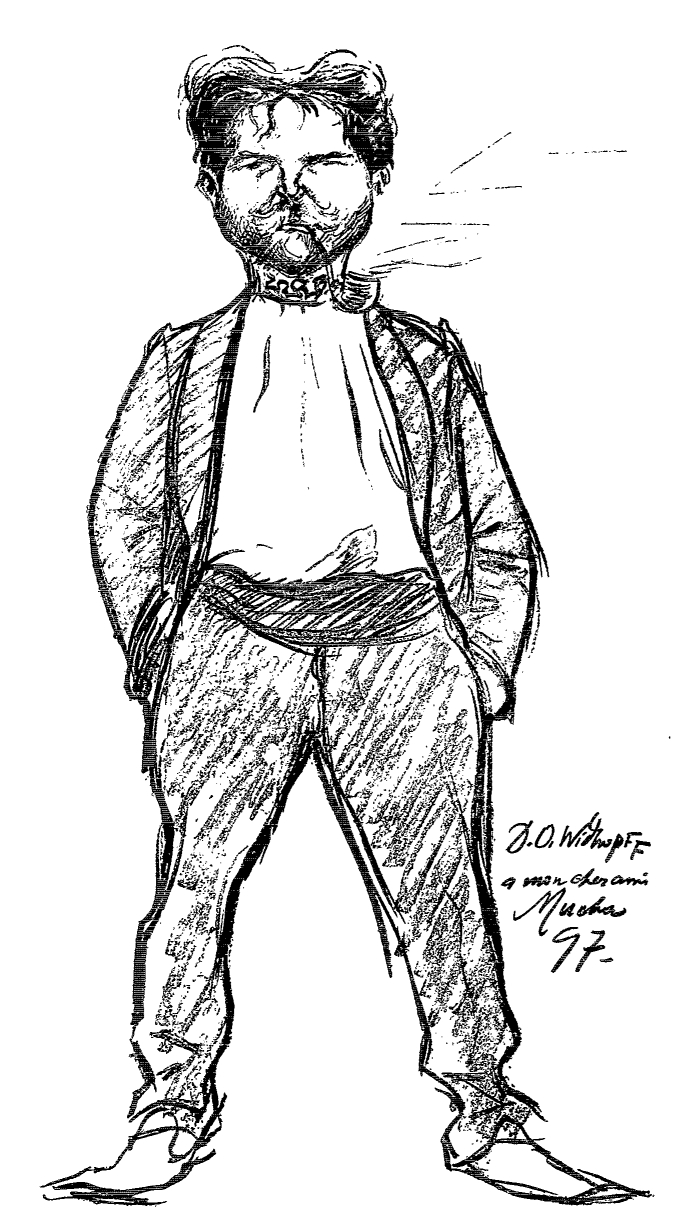
Portrait charge d'Alfons Mucha par David Ossipovitch Widhopff paru dans La Plume en 1897.

Le 24 juillet 1860, Alfons Mucha naît à Eibenschütz, dans le sud de la Moravie, alors dans l'empire d'Autriche. Il est le deuxième enfant d'Ondrej Mucha, huissier de justice. Son aptitude au chant lui permet de poursuivre son éducation dans la capitale morave, Brno où il obtient une place dans une chorale de l'église Saint-Pierre. Très peu de ses dessins de jeunesse ont été conservés. Parmi ceux-ci, se trouve Ukřižování (La Crucifixion), dessiné à l'âge de huit ans. À l'occasion d'un voyage, il rencontre le dernier représentant de la peinture sacrale baroque, le vieux maître Umlauf, dont les fresques que l'on pouvait voir dans l'église d'Usti et surtout dans l'église Saint-Ignace de Prague ont profondément marqué Mucha.
En 1875, il revient dans sa ville natale où son père lui trouve un emploi de greffier au tribunal mais, trois ans plus tard, Alfons Mucha pose sa candidature pour entrer à l'Académie des beaux-arts de Prague. Sa demande est rejetée avec la recommandation : « Choisissez une autre profession où vous serez plus utile. » Après avoir réalisé quelques travaux décoratifs en Moravie (essentiellement des décors de théâtre), il émigre en 1879 à Vienne afin de travailler pour la plus grande entreprise de décors de théâtre de la ville, Kautsky-Brioschi-Burghardt, tout en continuant sa formation artistique au cours de laquelle il est l'élève de Hans Makart. Il se rend à Mikulov où il gagne sa vie comme portraitiste.
Il y rencontre le comte Khuen Belasi, plus gros propriétaire de la région, qui lui passe une commande pour la décoration de son château à Emmahof. En 1881 le Ringtheater, le meilleur client de son employeur, brûle dans un incendie où près de 500 personnes trouvent la mort. Mucha, en sa qualité de plus jeune employé, est congédié. Il revient en Moravie et réalise des décorations et des portraits en indépendant. Mucha travaille alors pour Egon Khuen-Belasi, frère du comte Karl, à la décoration du château de Gandegg situé dans les Dolomites. En 1885, parrainé et financé par E. Khuen-Belasi, il commence ses études à l'Académie de Munich ; il compte parmi ses professeurs von Herterich et Lofftzen.

### La carrière parisienne

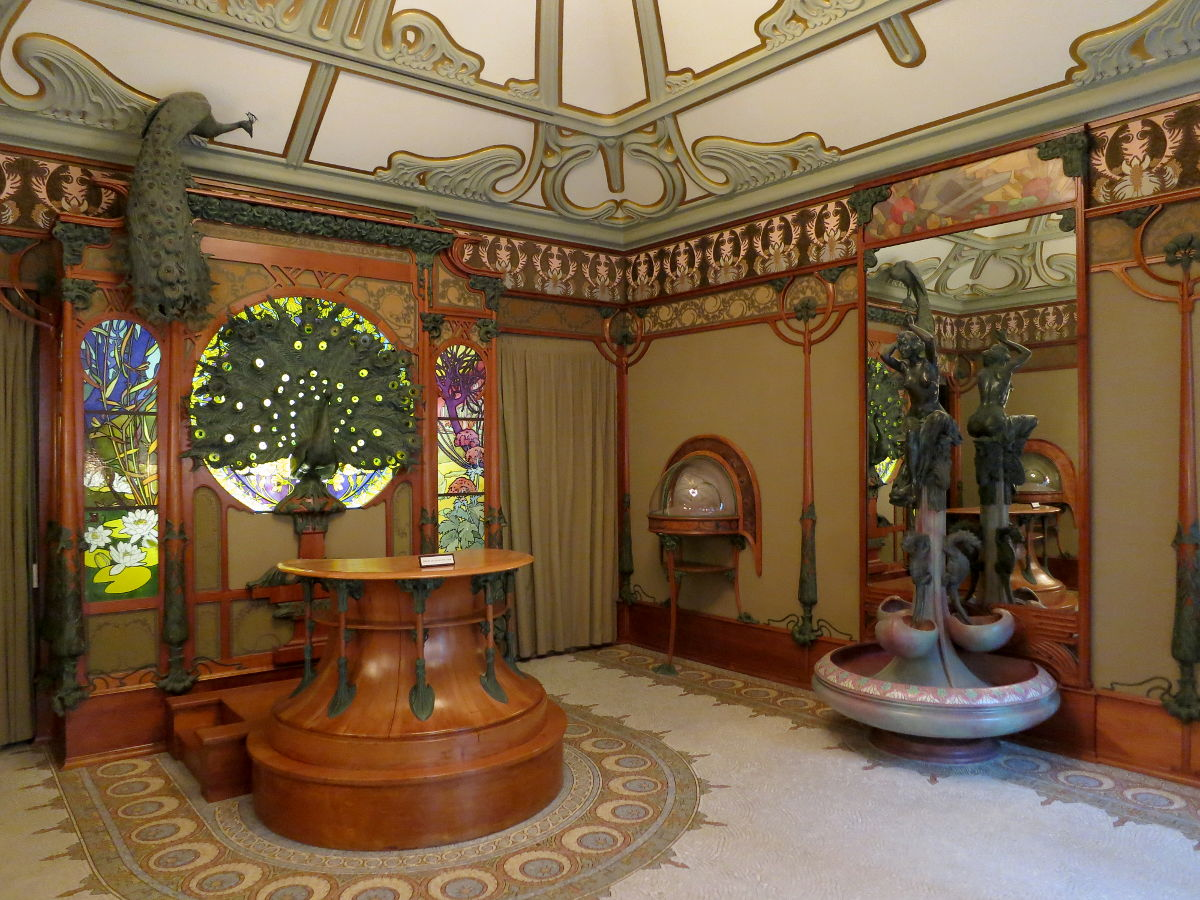
Boutique du bijoutier Georges Fouquet anciennement située 6, rue Royale à Paris, 1901. Paris, musée Carnavalet.

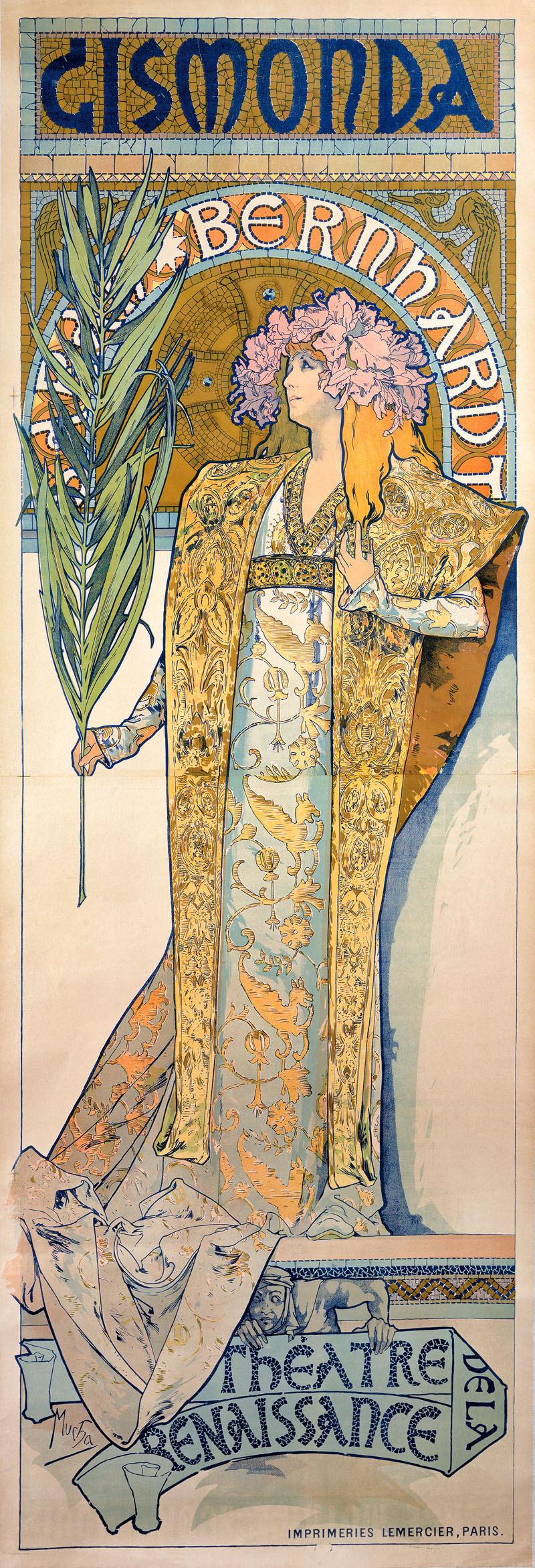
Sarah Bernhardt dans le rôle de Gismonda, affiche de théâtre créée en 1894.

Accompagné de Karel Vítězslav Mašek, son ami de l'École des beaux-arts de Munich, Mucha se rend ensuite à Paris en 1887 pour continuer ses études au sein de l'Académie Colarossi et de l'Académie Julian. Il y rencontre Paul Sérusier. En parallèle, il produit une revue, réalise des affiches publicitaires et illustre des catalogues, des calendriers et des livres comme Mémoires d'un Éléphant blanc de Judith Gautier paru en 1894. « Pour un graphiste habile, il n'était pas trop difficile à s'employer dans un Paris à l'activité commerciale stimulée par une nouvelle Exposition Universelle — celle de 1889 ». En 1888, il quitte l'Académie Julian et devient étudiant à l'Académie Colarossi, dans le Quartier Latin. L'année suivante, le parrainage du comte prend fin. Il quitte l'Académie Colarossi et cherche du travail comme illustrateur. Les qualités techniques et artistiques de Mucha finissent par être reconnues et il est embauché par la première grande maison d'édition parisienne Armand Colin.
Il commence à illustrer un magazine de théâtre, dans lequel paraît son premier dessin de Sarah Bernhardt en Cléopâtre. Peu après son arrivée à Paris, conseillé par son camarade de l'Académie Colarossi, Wladyslaw Slewinski, Mucha s'installe de 1890 à 1893 au-dessus d'un petit restaurant (on disait « une crèmerie ») situé rue de la Grande-Chaumière, à côté de l'académie. Avec Slewinski, Mucha décore la façade de ce petit restaurant alors tenu par une certaine Charlotte Caron. Cette décoration subsista plusieurs années, mais est aujourd'hui disparue.

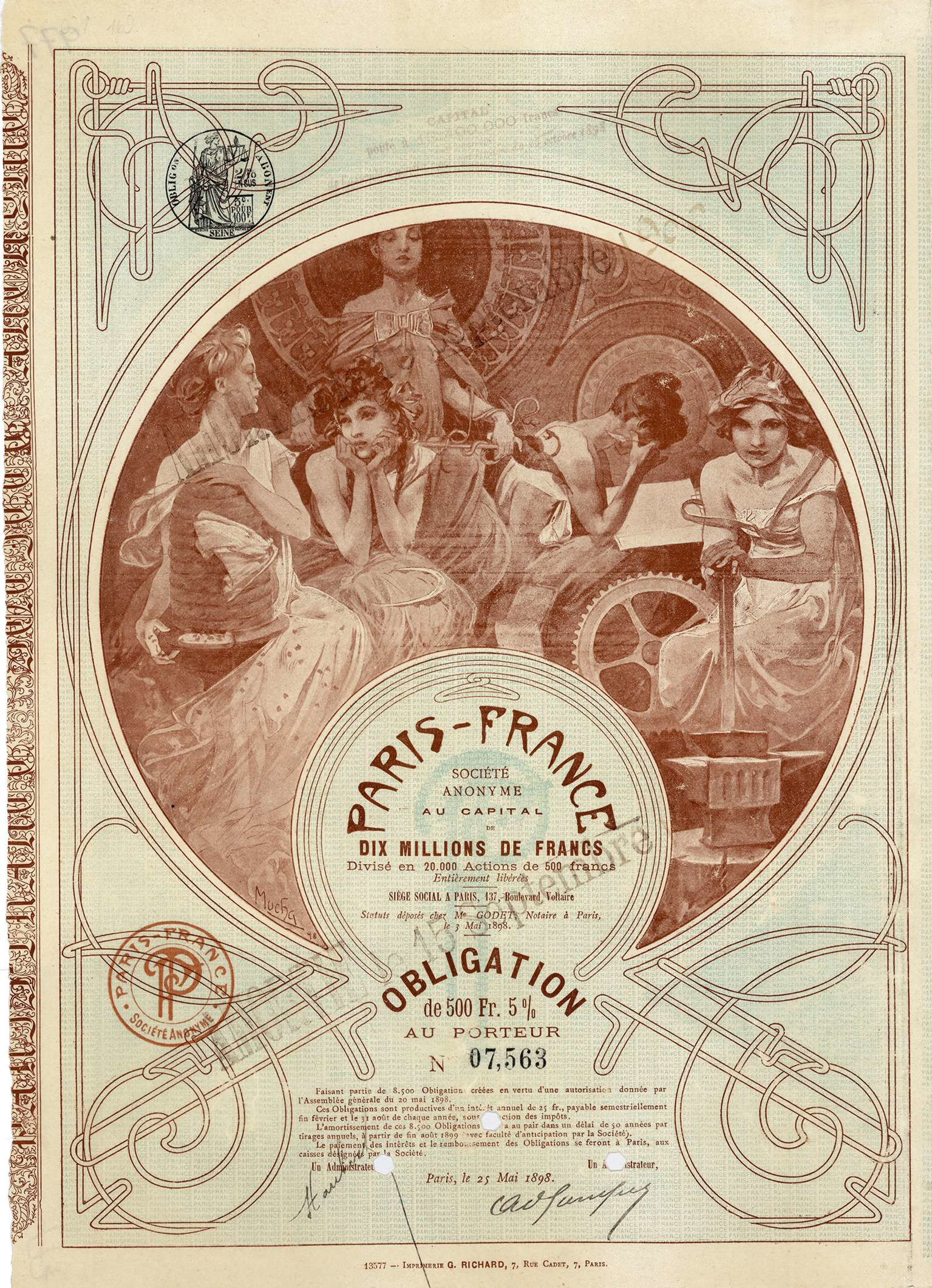
Obligation du bazar Paris-France S.A. en date du 25 mai 1898, illustration d'Alfons Mucha.

Seul artiste disponible chez son imprimeur quand Sarah Bernhardt le sollicite le 24 décembre 1894 pour réaliser l'affiche publicitaire de Gismonda, la pièce qu'elle doit jouer au Théâtre de la Renaissance, Mucha relève le défi et dès le matin du 1er janvier 1895, Paris se couvre de grandes affiches qui ont un si vif succès que des amateurs n'hésitent pas à les découper. Après cette réussite, Sarah Bernhardt l'engage pour un contrat de six ans. Son style délié lui vaut une certaine notoriété. Il réalise notamment Lorenzaccio, La Dame aux camélias (1896), Hamlet et Médée (1898).

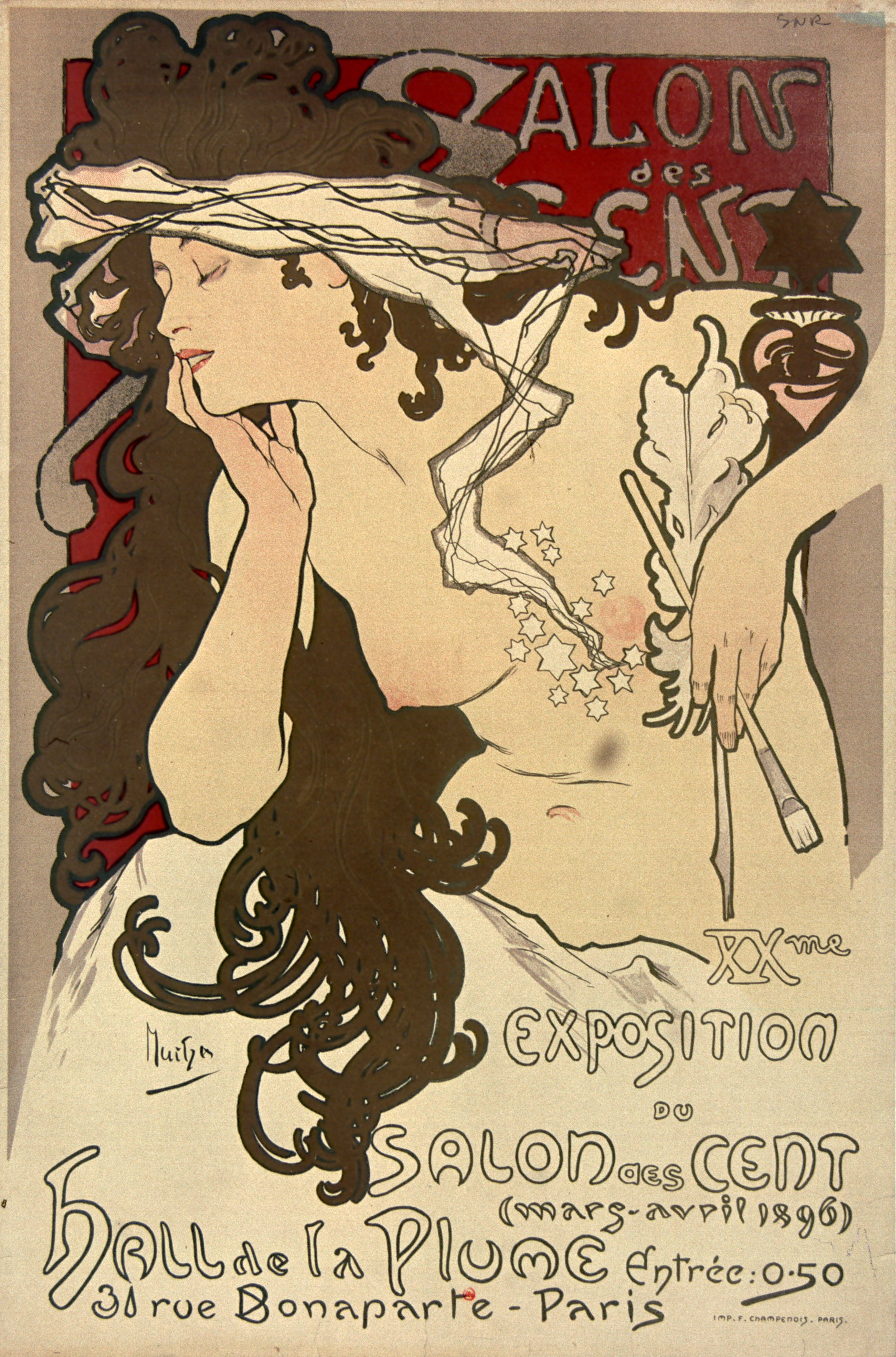
Affiche publicitaire pour le Salon des Cent de 1901.

Durant les années 1890, l'artiste fréquente les milieux symbolistes et participe à l'ébullition idéaliste qui anime la Capitale. Ami de Sérusier et de Verkade, il côtoie aussi son voisin Paul Gauguin et August Strindberg. Mucha est également témoin actif des expériences d'hypnose du colonel Albert de Rochas qui met sous suggestion musicale Lina de Ferkel, modèle du peintre. Ces séances ont lieu dans l'atelier de Mucha avec l'artiste au piano ou à l'orgue. Les frères Lumière immortalisent certaines de ces séances, photographies qui illustrent l'ouvrage du colonel paru en 1900 avec une couverture de Mucha : Les Sentiments, la musique et le geste. Tous ces aspects de la vie du peintre, étudiés récemment, ont permis d'enrichir la vision d'une oeuvre plus profonde et spirituelle que ce que l'historiographie laissait penser jusque là.
En 1896, il participe à l'Exposition du Cirque de Reims et réalise l'affiche du Salon des Cent qui se tient à Paris. Cette année-là, il devient l'amant de Berthe de Lalande — dont il réalisa un beau portrait au pastel, dédicacé à Paris le 27 décembre 1904. Le couple figure sur des photographies « prises chez M. Bourrelier des éditions Armand Colin à Verrières-le-Buisson ». Mucha représente sa compagne dans une aquarelle qui servit de couverture et d'illustration pour la revue Le Monde moderne en mai 1896, publié par la Maison Quantin. Après son mariage le 10 juin 1906, il n'en parla pas à son fils et effaça tout document la concernant, mais l'aida financièrement secrètement jusqu'à sa mort[réf. souhaitée]. Mucha s'associe par ailleurs au peintre Paul Boutigny, qui fonde en décembre 1898 le magazine Cocorico. Il produit également des illustrations pour Le Petit Français illustré.
En 1900, il reçoit la médaille d'argent à l'exposition universelle ; il est également nommé chevalier de la Légion d'honneur. L'année suivante, Mucha conçoit la bijouterie Fouquet au 6 de la rue Royale (la boutique fut démontée en 1923 et est aujourd'hui présentée reconstituée au musée Carnavalet).
En 1902 est publiée une collection de 72 de ses dessins ornementaux, intitulée Les Documents décoratifs.

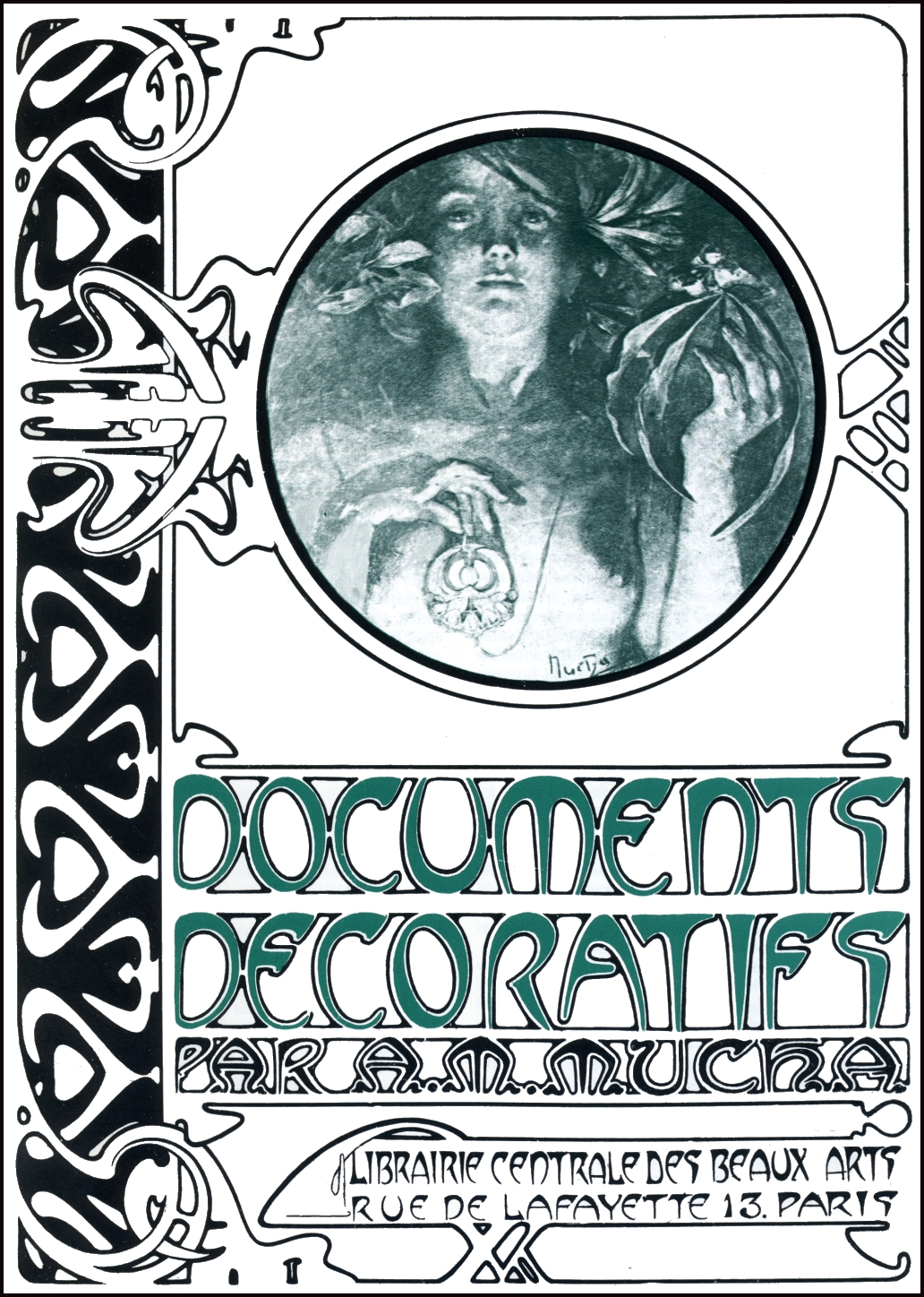
Couverture des Documents Décoratifs (1901)
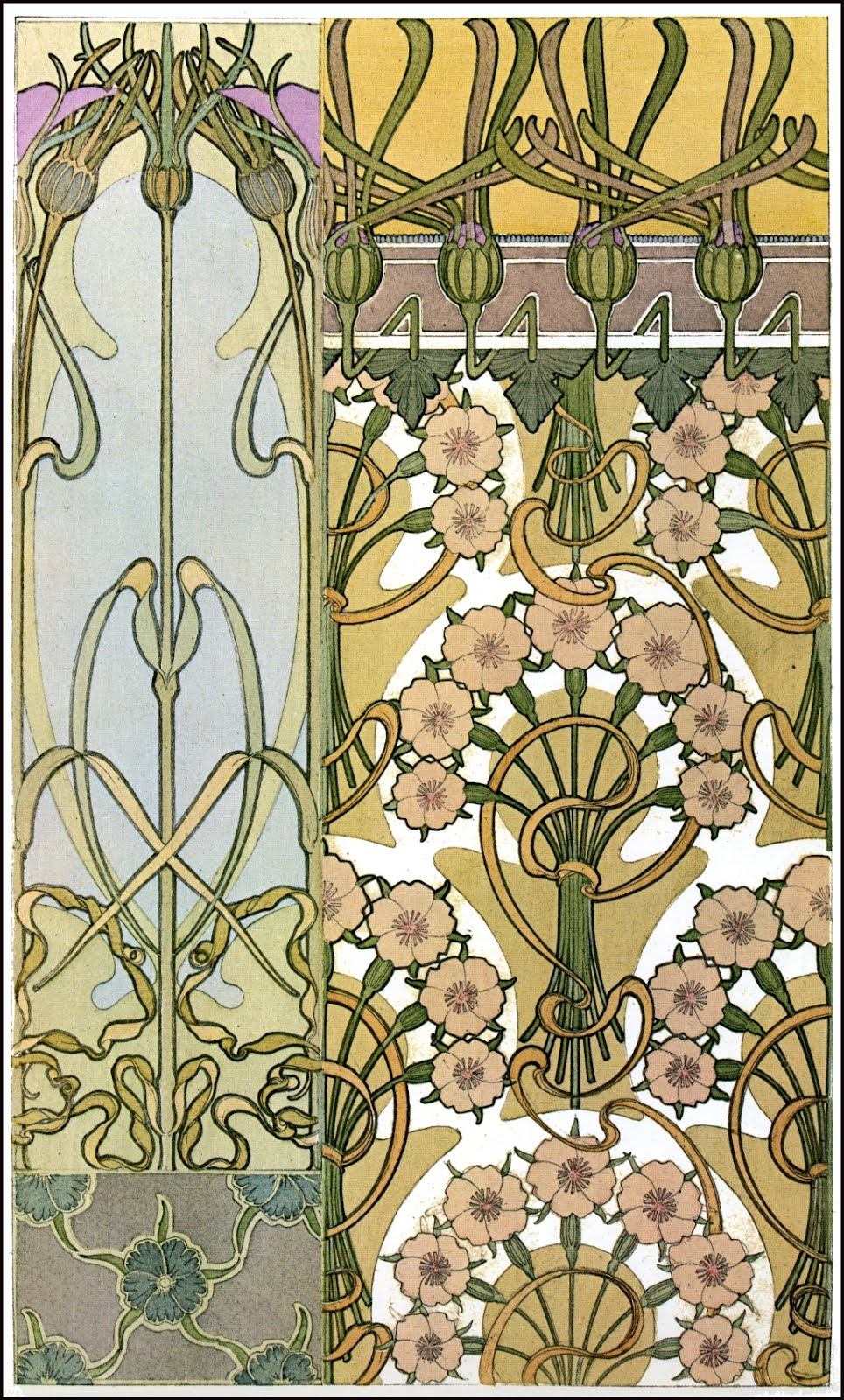
Motif dans les Documents Décoratifs (1901)
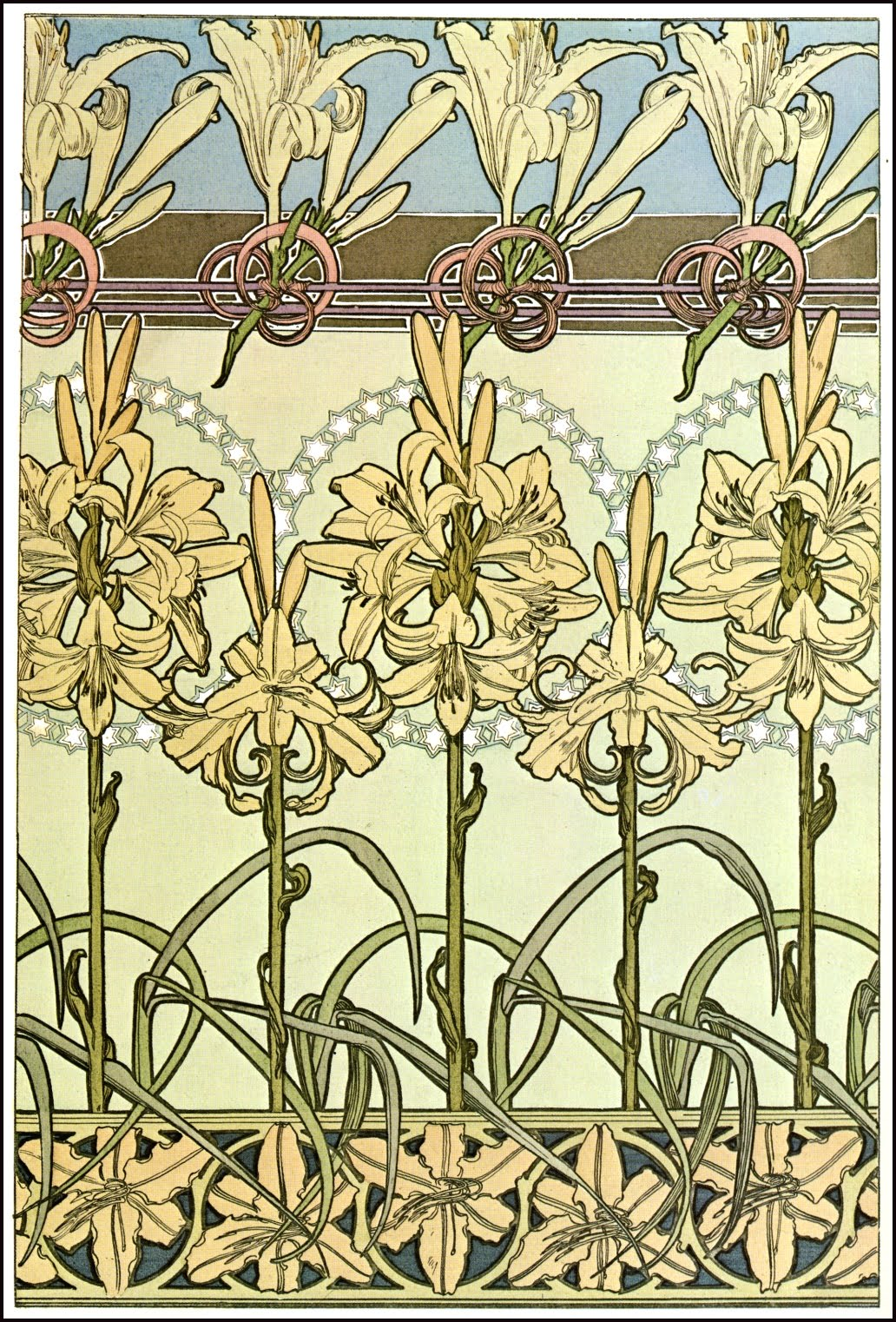
Motif dans les Documents Décoratifs (1901)
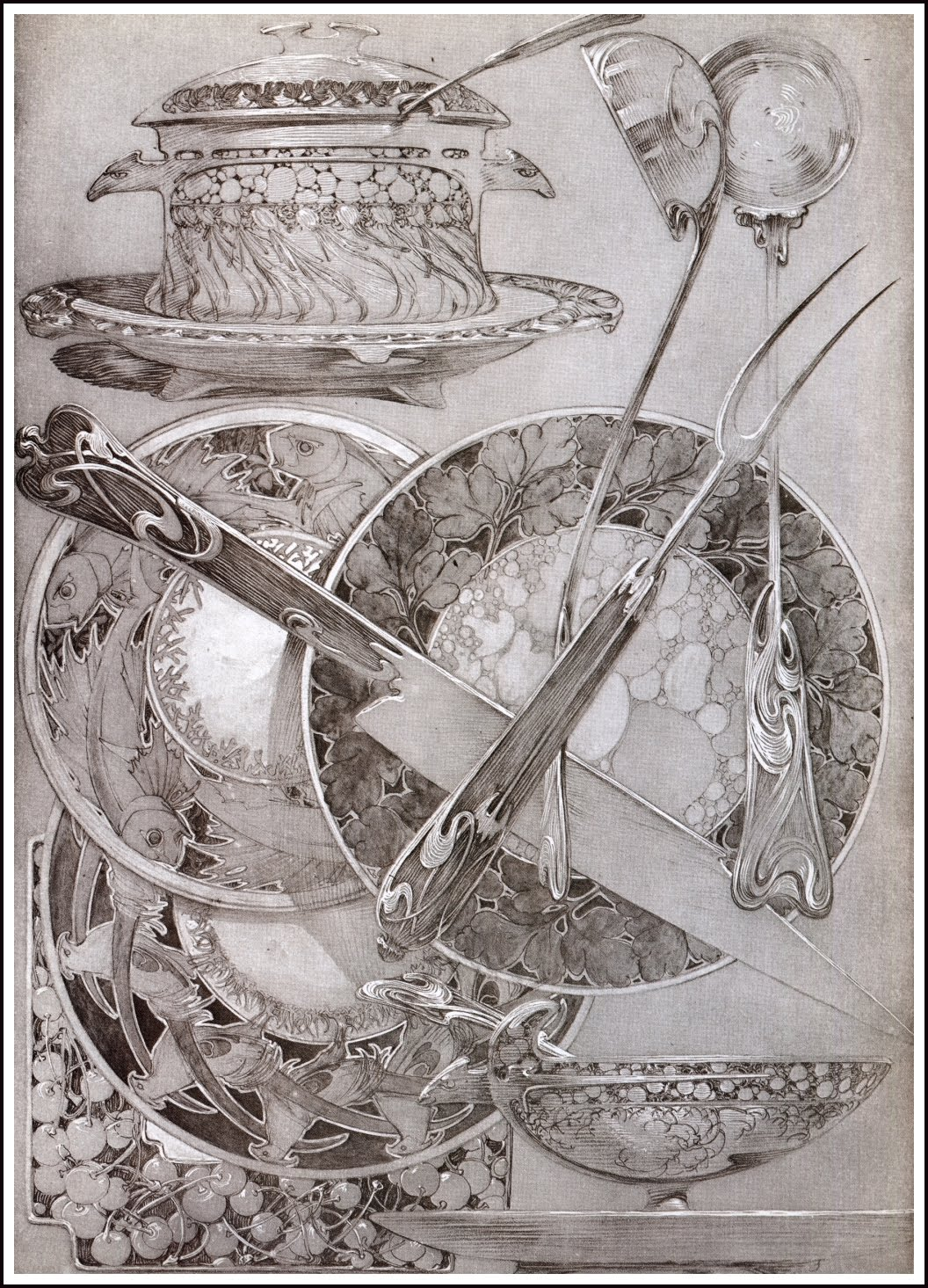
Idées de vaisselles des Documents Décoratifs (1901)

#### Les modèles de Mucha

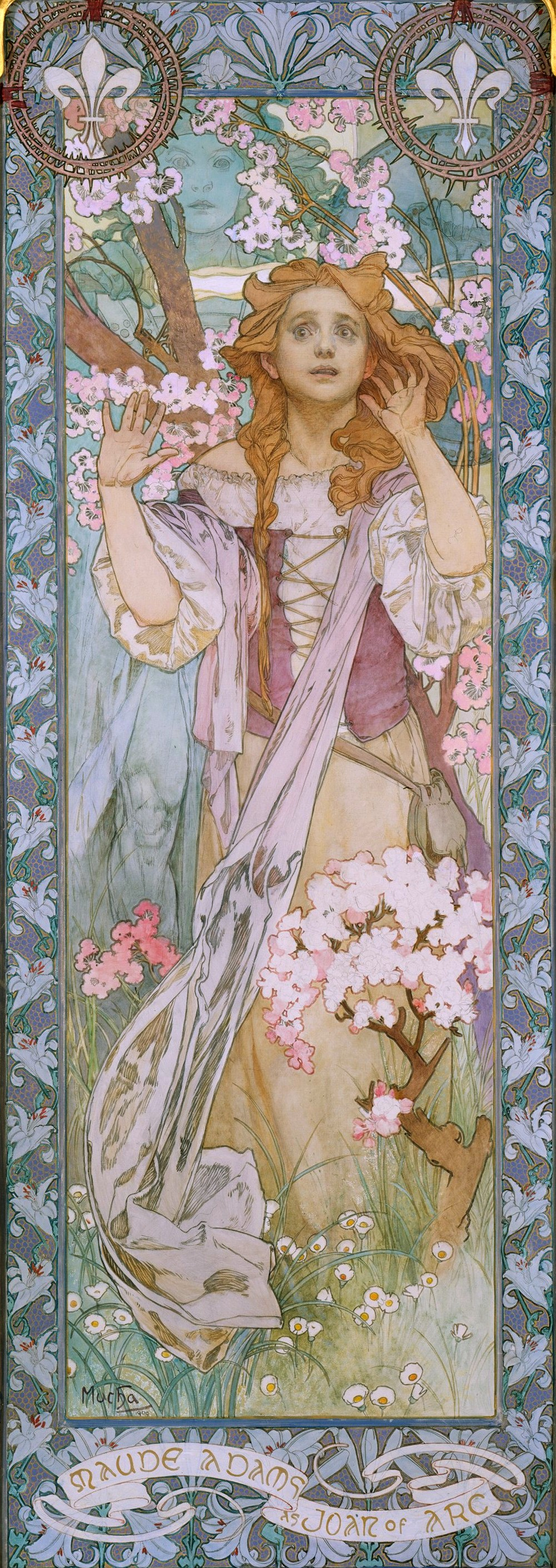
Affiche de Mucha représentant Maude Adams dans le rôle de Jeanne d'Arc, dans La Pucelle d'Orléans, de Schiller, en 1909.

Dès ses débuts à Paris, Mucha photographie ses modèles. Il se constitue ainsi un important catalogue qu'il utilise ensuite pour réaliser ses illustrations. Ce travail sur photo explique la ressemblance de certains de ses dessins bien qu'ils aient été réalisés à plusieurs années d'intervalle. Son catalogue photographique constitue par ailleurs un intéressant témoignage sur les femmes de son époque.
On suppose que Cléo de Mérode fut son inspiratrice pour le buste en bronze La Nature, exposé au musée Fin-de-Siècle à Bruxelles.
Par économie, plutôt que de faire appel à des modèles professionnels Mucha préfère faire appel à ses camarades. Paul Gauguin et František Kupka ou à ses voisines l'écrivaine féministe Marie-Louise Gagneur et sa fille la sculptrice Marguerite Syamour qui pose notamment pour la "Primevère".

### Le passage aux États-Unis
Après son mariage avec Maruska Chytilova, Mucha se rend aux États-Unis de 1906 à 1910. Il y travaille aux académies de New York, Chicago et Philadelphie.
Accueilli à bras ouverts, il ne trouve pas la réception espérée à sa peinture, considérée comme trop proche du modèle.
Mucha n’enjolive pas ou peu, et les merveilleux drapés qui faisaient son succès au cours de sa période parisienne n’ont plus d’impact une fois retranscrits à l’huile sur la toile.
Il se tourne à nouveau vers l’affiche et l’illustration pour reconstituer ses fonds dépensés rapidement pour financer son installation aux États-Unis, mais aussi consacrés à « aider » financièrement certains « amis » dans le besoin.
Il réalise aussi la décoration du théâtre germanique de New York (disparu).
C’est sur sa proposition que le Comité des Slaves fut créé à New York.
L’idée qui le taraude depuis des années de réaliser vingt toiles monumentales pour illustrer l’histoire et l’essor des Slaves, depuis les festivités de la Saint-Guy à Rujana jusqu’à la libération du peuple slave, prend peu à peu corps.
Après une période de négociations et de présentation du projet, l’homme d'affaires fortuné américain Charles R. Crane met à sa disposition les fonds nécessaires à leur exécution et Mucha, à son retour en Bohême, réalise en dix ans ce qu’il considérait comme son œuvre majeure, L'Épopée slave.

### Le retour aux sources

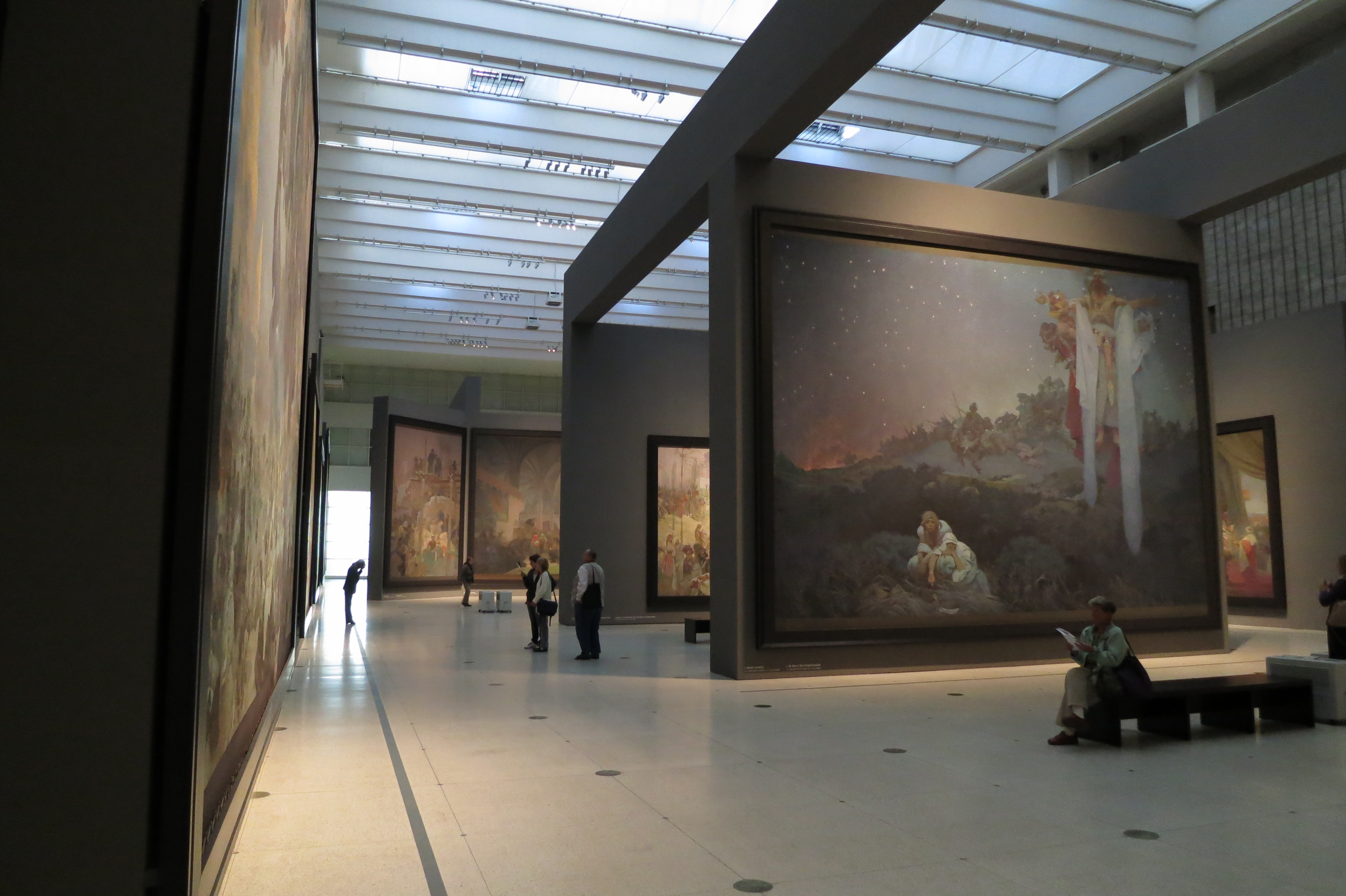
L'Épopée slave, 1910-1928, Prague, palais des foires et expositions.

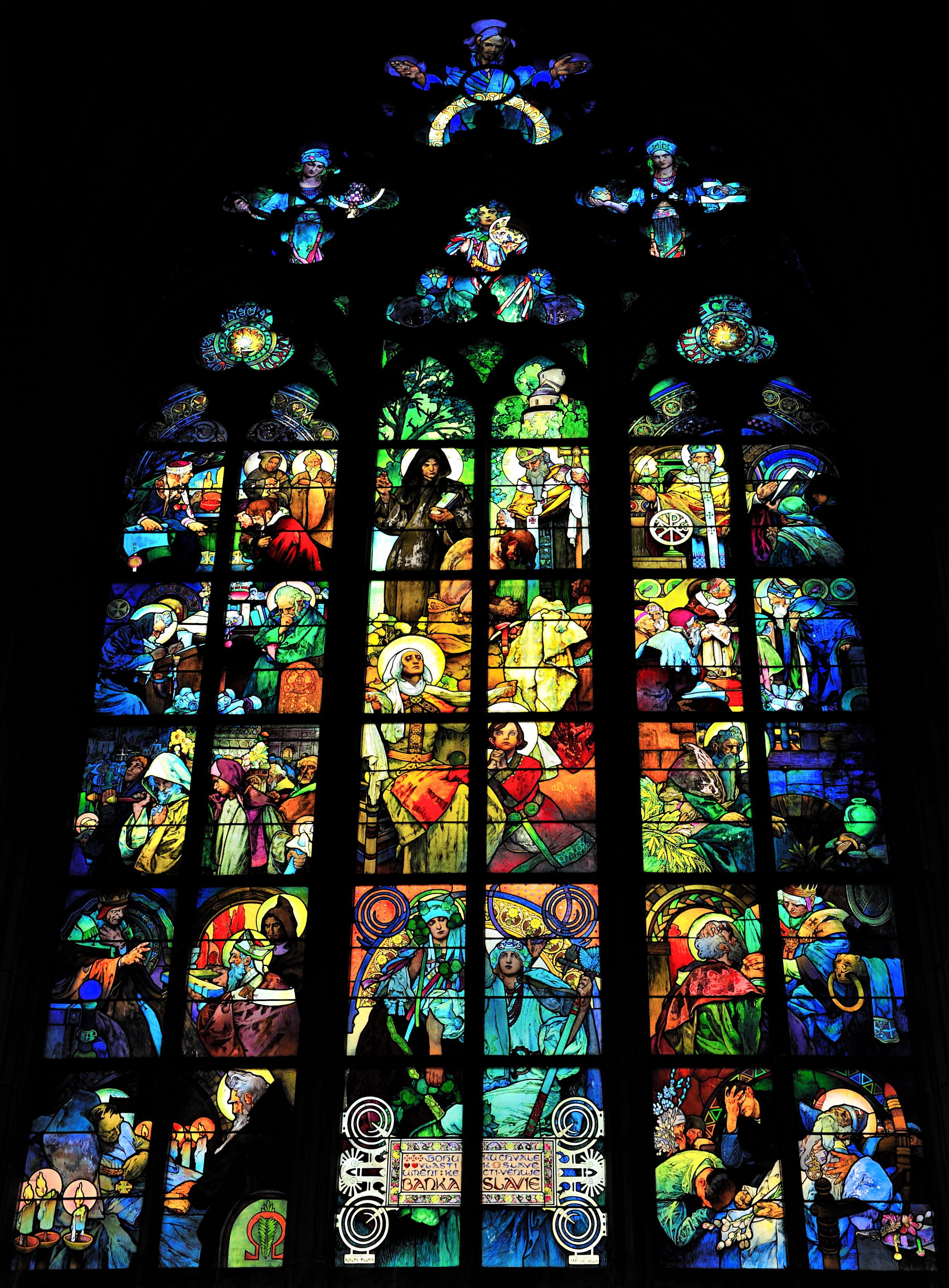
Vitrail dans la cathédrale Saint-Guy de Prague.

Charles Crane, un riche industriel rencontré à Chicago, lui permet de revenir en Bohême et de s'établir à Prague. Outre la réalisation de L'Épopée slave de 1910 à 1928, il décore le Théâtre national, la Maison municipale, la cathédrale Saint-Guy, ainsi que d'autres monuments de la ville.
Lorsque la Tchécoslovaquie obtient son indépendance après la Première Guerre mondiale, il conçoit les nouveaux timbres-poste (dont la première émission du Château de Prague), billets de banque et autres documents officiels pour la nouvelle nation.
En 1938, Mucha contracte une pneumonie, sa santé se détériore.
Le 15 mars 1939, les troupes allemandes font leur entrée dans Prague. En tant que personnalité tchèque, dévoué à sa nation et défenseur de l'identité slave, il est rapidement arrêté et interrogé par la Gestapo qui s'intéresse également à lui du fait de son appartenance à la franc-maçonnerie. Relâché pour cause de santé fragile, il meurt des suites de sa pneumonie quelque temps après à Prague, le 14 juillet 1939. L'Église catholique lui ayant refusé une sépulture en terre chrétienne du fait de son appartenance à la franc-maçonnerie, son corps est jeté à la fosse commune. Une plaque commémorative lui est dédiée au cimetière des Grands Hommes de Prague.
Son fils, Jiří Mucha, un auteur qui a beaucoup écrit sur son père, a souvent attiré l'attention sur son travail.

## Décorations
- Officier de la Légion d'honneur[réf. nécessaire]
- Ordre de François-Joseph[réf. nécessaire]

## Hommages
Une loge maçonnique francophone, à Prague, porte son nom.
Le musée du Luxembourg à Paris a organisé une exposition consacrée à Mucha, de septembre 2018 à janvier 2019.
Une plaque commémorative lui rend hommage à son domicile et atelier au 6, rue du Val-de-Grâce dans le 5e arrondissement de Paris.
En 2023, le Grand Palais immersif lui consacre une rétrospective à Paris.

## Œuvres graphiques
- Gismonda (1894), lithographie en couleurs (74,2 × 216 cm).
- Lorenzaccio (1896), lithographie en couleurs.
- Zodiaque (1896), lithographie en couleurs (48,2 × 65,7 cm).
- Série de lithographies en couleurs intitulée Les Saisons (1896) (55 × 104,5 cm).
- Publicité JOB (1896), lithographie en couleurs (46,7 × 66,4 cm).
- Le Fruit (1897), lithographie en couleurs (44,4 × 66,2 cm).
- La Fleur (1897), lithographie en couleurs (44,4 × 66,2 cm).
- Rêverie (1897), lithographie en couleurs (55,2 × 72,7 cm).
- Série de lithographies en couleurs intitulée Les Arts (1898) : La Danse, La Peinture, La Poésie et La Musique (38 × 60 cm).
- Série de lithographies en couleurs intitulée Les Fleurs (1898) : La Rose, L'Iris, L'Œillet et Le Lys (43,3 × 103,5 cm).
- La Nature (1899), sculpture.
- Série de lithographies en couleurs intitulée Les Heures du jour (1899) : Éveil du matin, Éclat du jour, Rêverie du soir et Repos de la nuit (39 × 107,7 cm).
- Série de lithographies en couleurs intitulée Les Pierres précieuses (1900) : La Topaze, Le Rubis, L'Améthyste et L'Émeraude (30 × 67,2 cm).
- Illustration de Clio d'Anatole France, Calmann-Levy, 1900.
- Illustration pour Le Figaro illustré : Les Cafés-Concerts par Mucha pour le numéro de juin 1896.
- Gismonda, La Dame aux camélias et Amieux-Frères publiées dans Les Maîtres de l'affiche (1895-1900).
- Menu Moët & Chandon, Londres, The Poster (1898).
- Série de cartes postales artistiques pour la collection des cent (1901-1903).
- Le Lierre (1901), lithographie en couleurs (39,5 × 53 cm).
- Le Laurier (1901), lithographie en couleurs (39,5 × 53 cm).
- Bruyère de falaise (1902), lithographie en couleurs (35 × 74 cm).
- Chardon des sables (1902), lithographie en couleurs (35 × 74 cm).
- La Madone aux Lys (1905), peinture sur toile (182 × 247 cm).
- L'Apothéose des Slaves (1926).
- L'Épopée slave (1928), Prague, musée national.

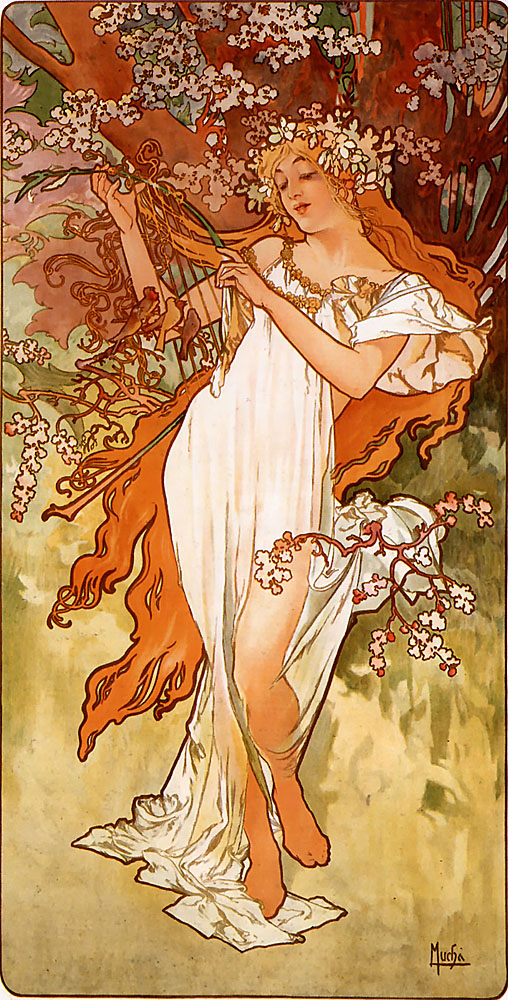
Printemps (1896).
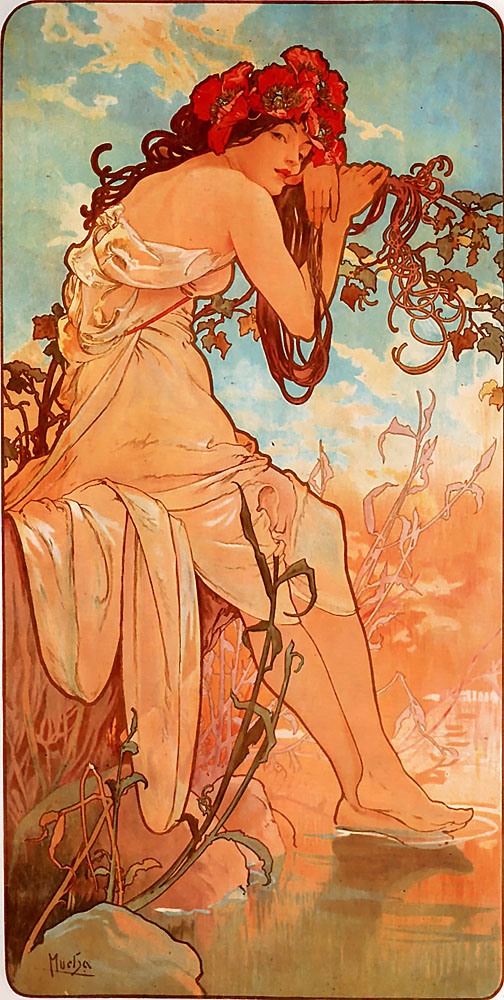
Été (1896).
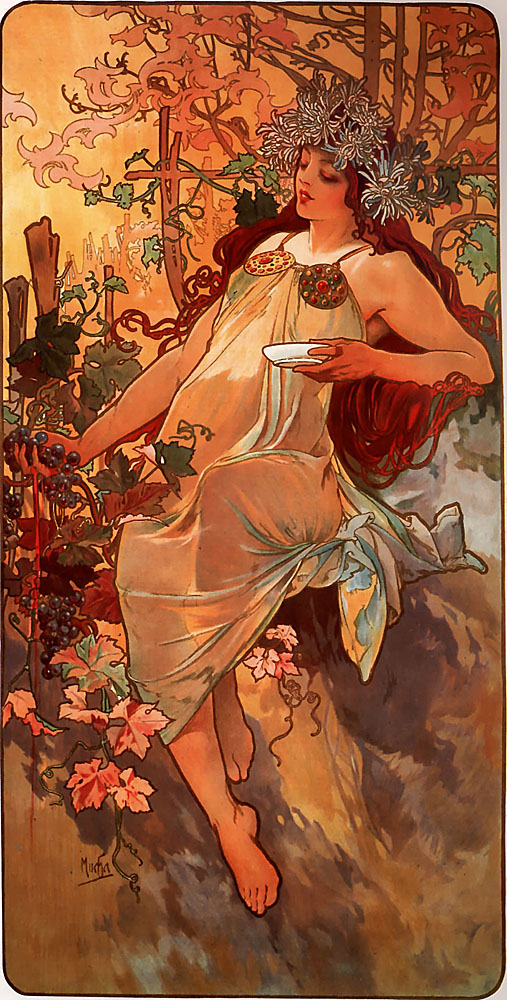
Automne (1896).
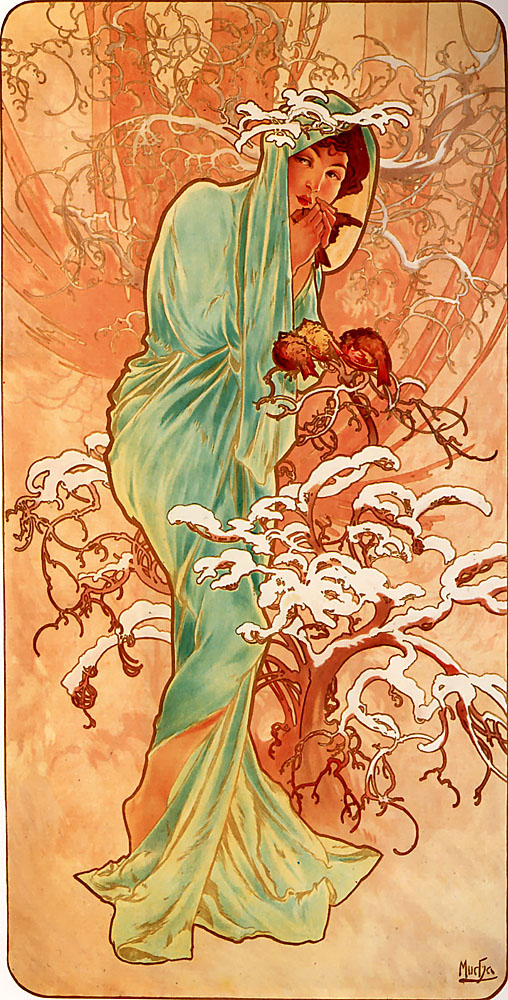
Hiver (1896).
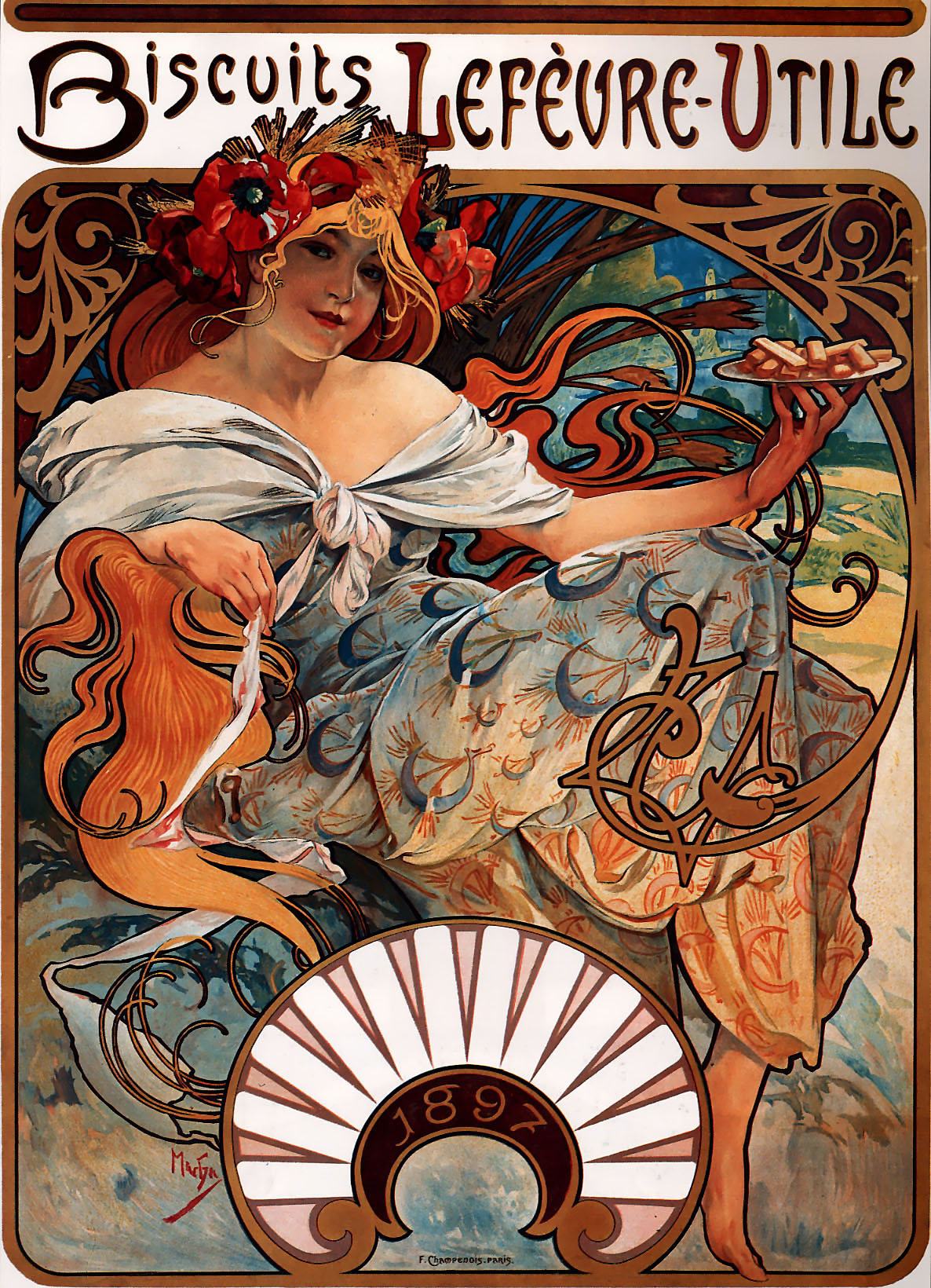
Biscuits Lefèvre-Utile (1896).
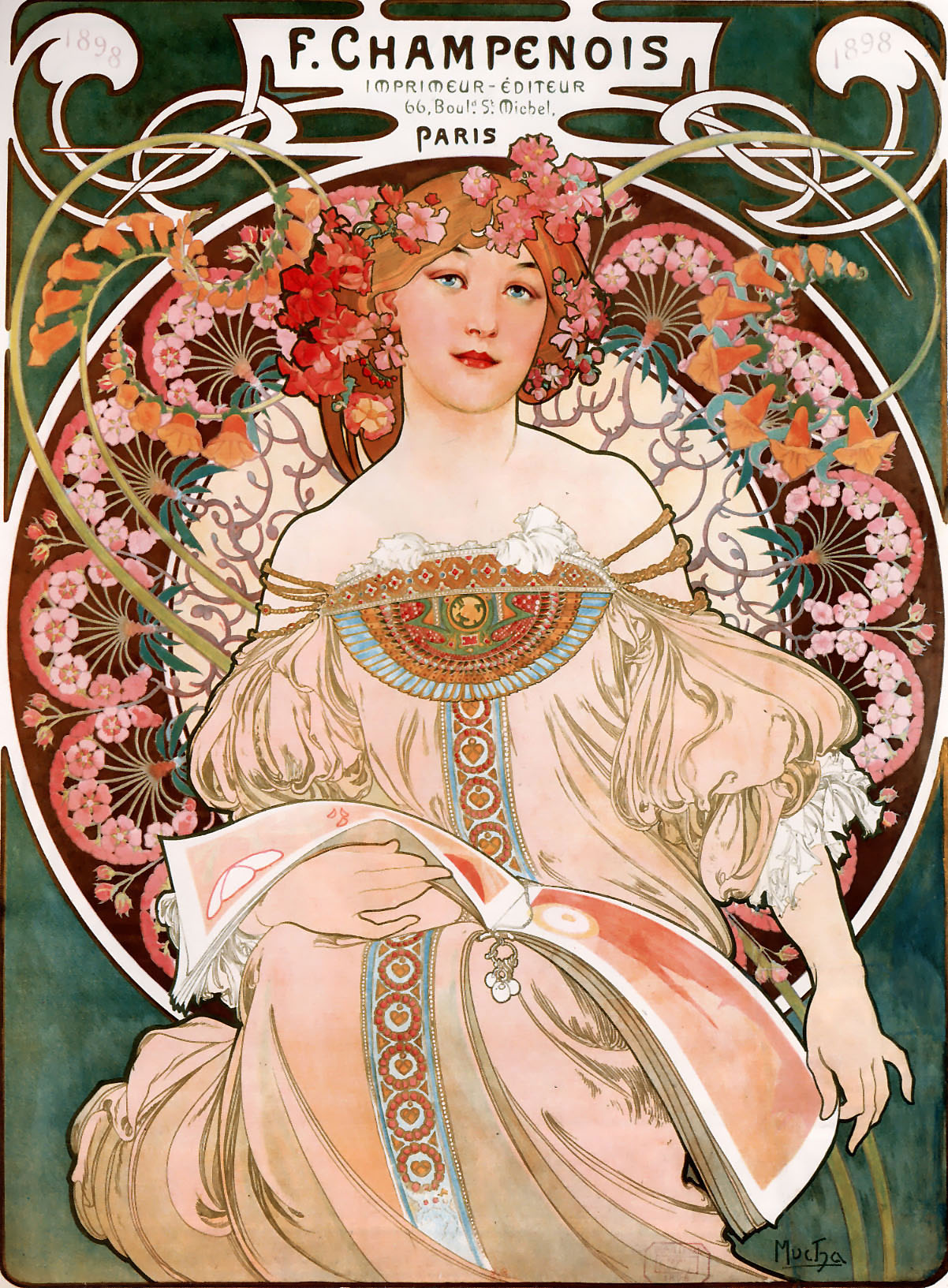
Affiche publicitaire F. Champenois Imprimeur-Éditeur (1897).
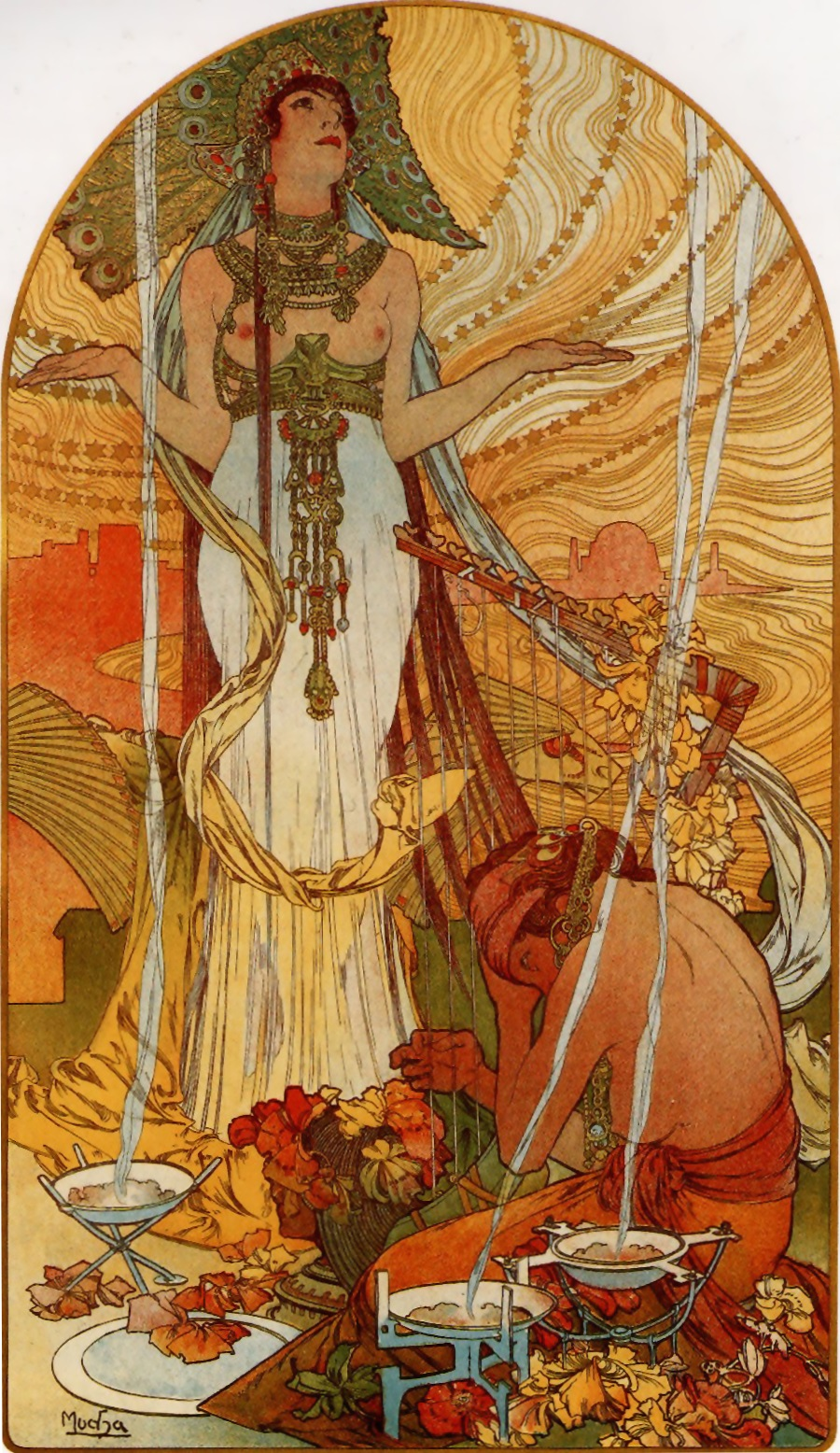
Salammbô (1896).
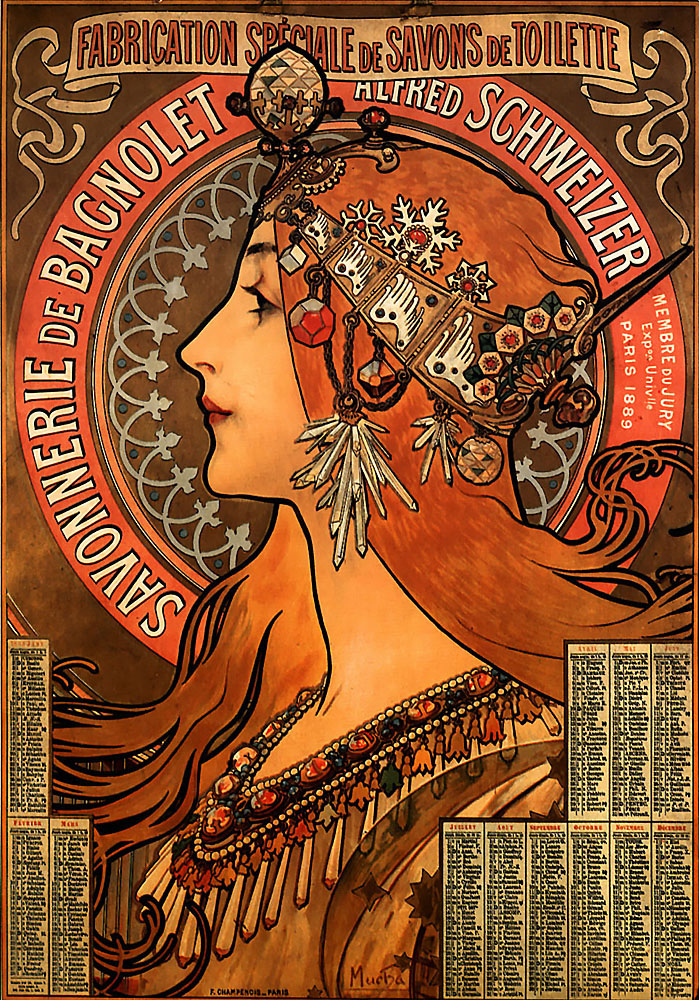
Savonnerie de Bagnolet (1897).
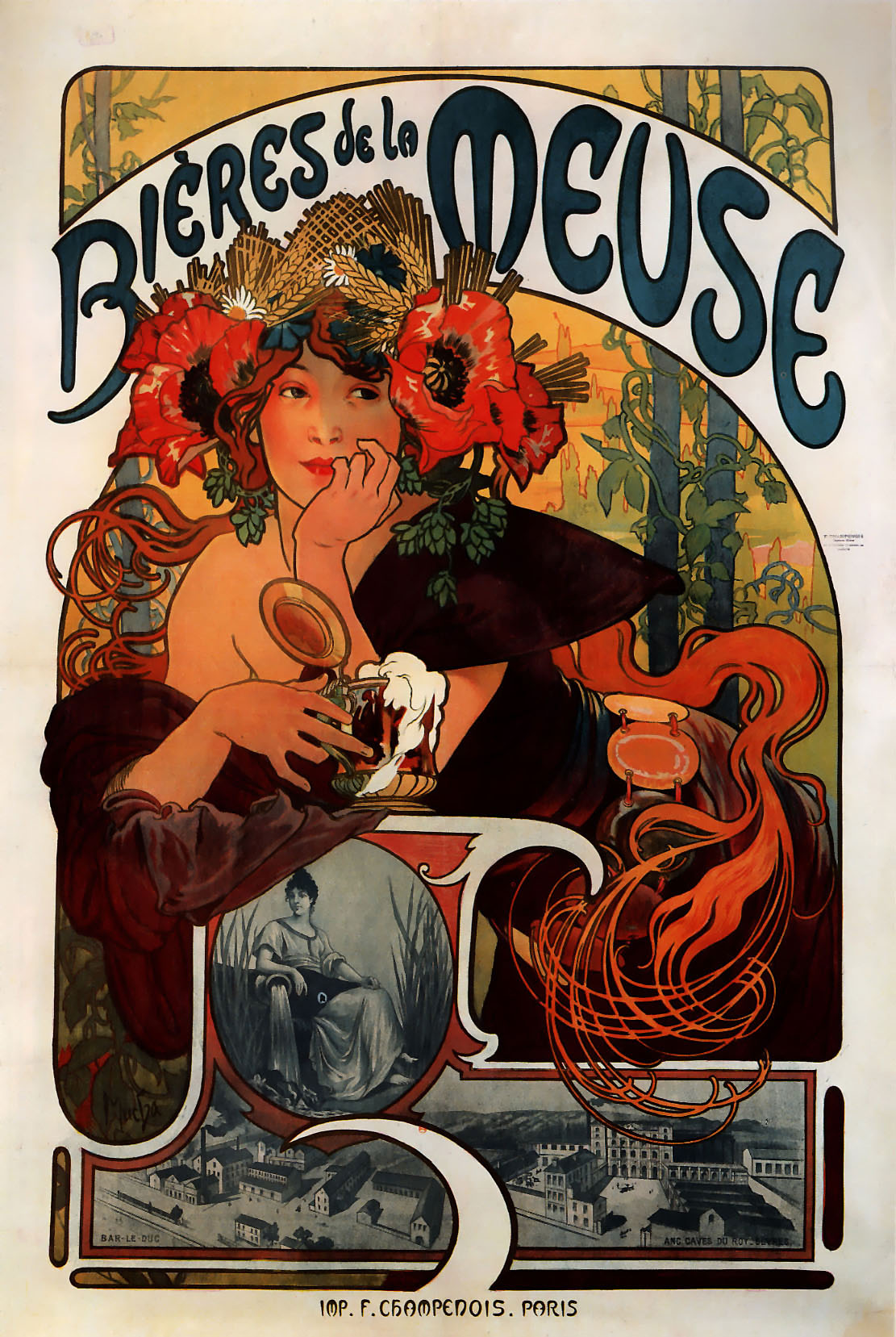
Bières de la Meuse (1897).
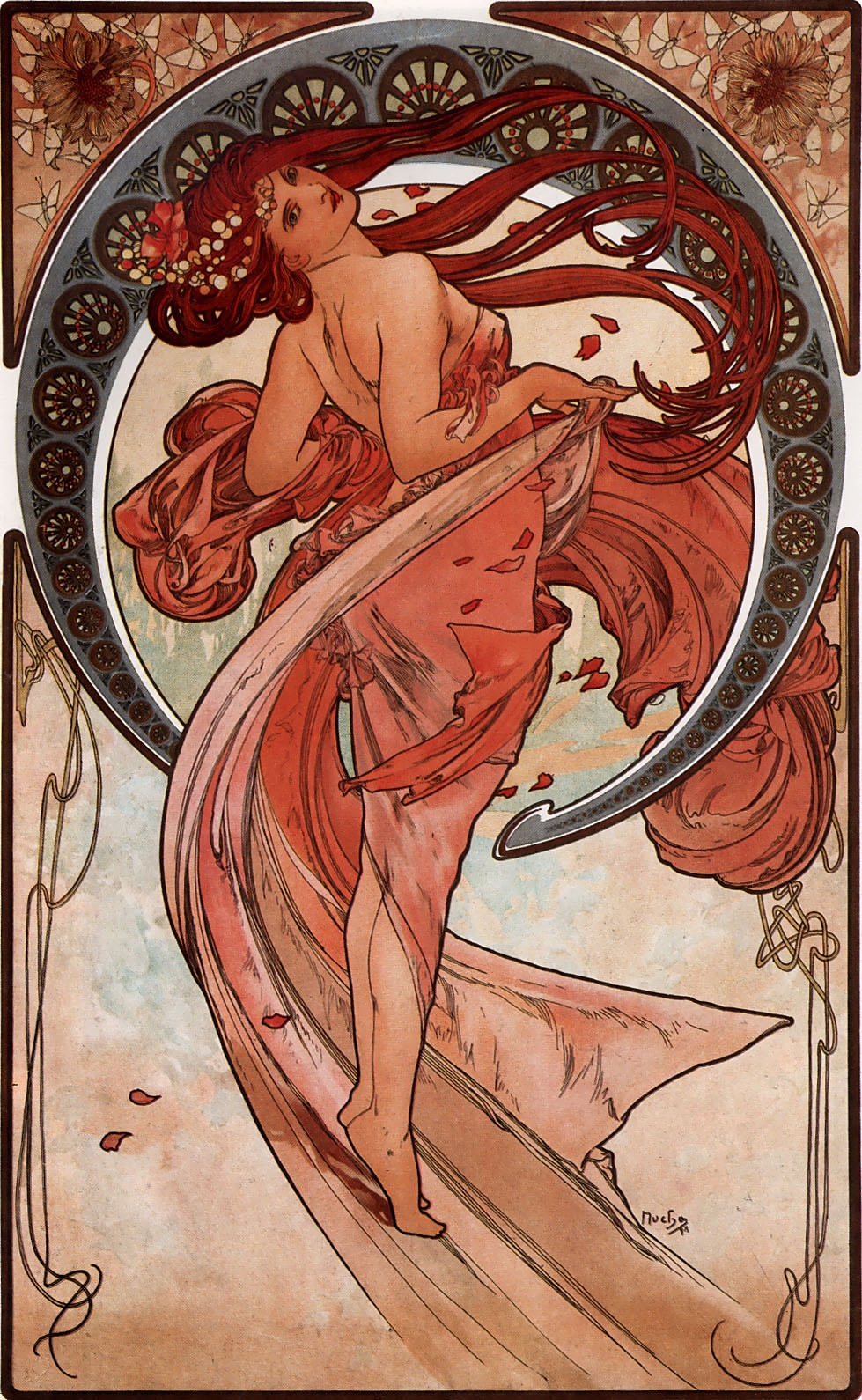
La Danse (1898).
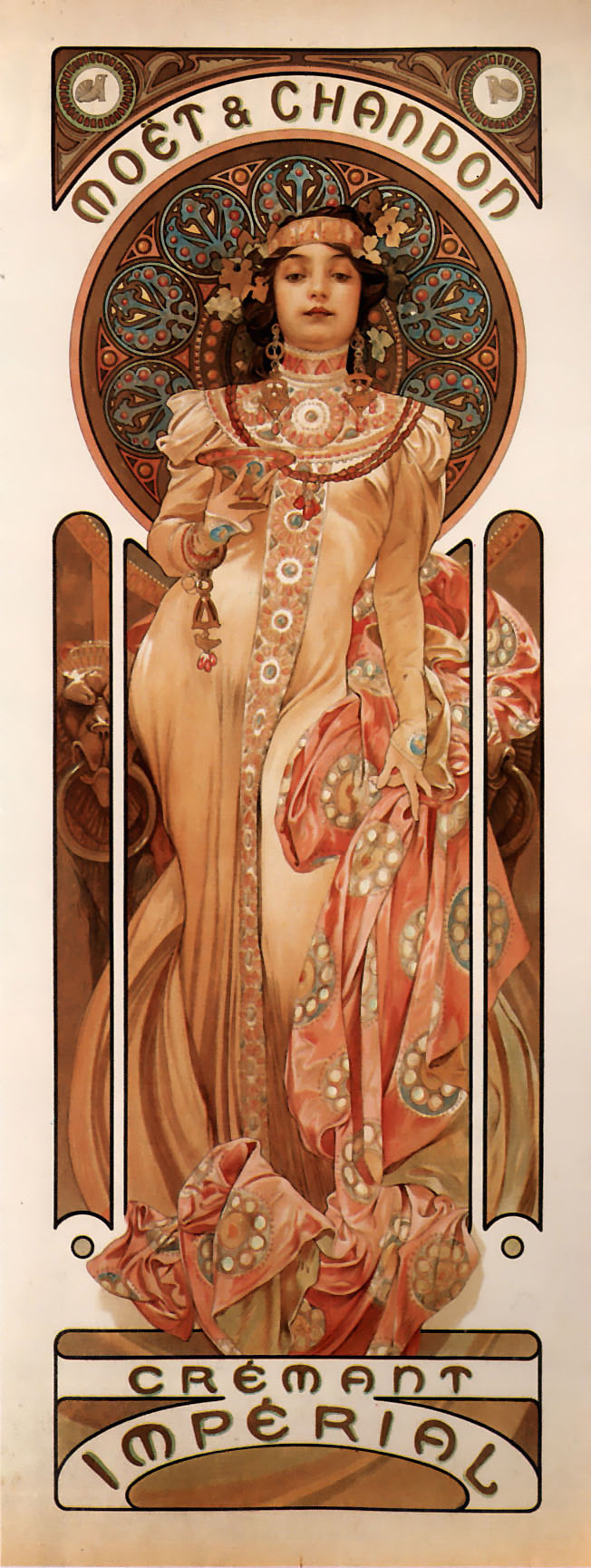
Moët & Chandon Crémant Impérial (1899).
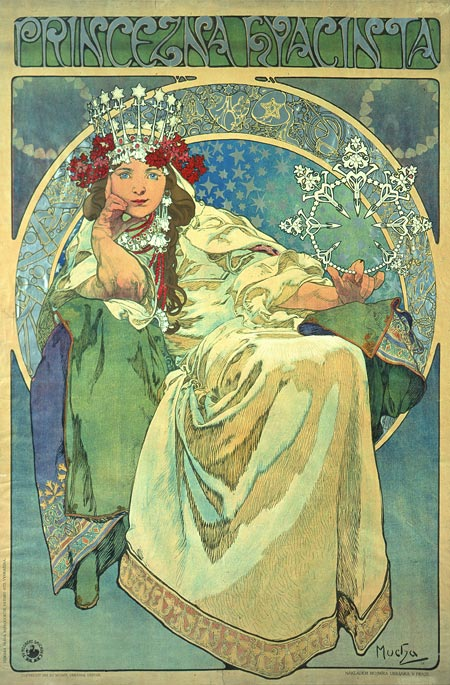
Princesse Hyacinthe (1911).